# Aliona Bolsova
Aliona Bolsova Zadoinov (Chisináu, 6 de noviembre de 1997) es una tenista española de origen moldavo; su madre, Olga Bolşova, fue atleta y medallista europea. Empezó su carrera en 2012 bajo la bandera de Moldavia, pero en 2013 empezó a competir por España.

## Biografía
Nacida en 1997 en la ciudad moldava de Chisináu, llegó a Palafrugell (Gerona) a los tres años, junto a sus padres Vadim y Olga, ambos atletas (vallista él, saltadora ella) y participantes en los Juegos Olímpicos de Barcelona; incluso su abuela, Valentina Maslovska, también fue una atleta de élite que participó por la Unión Soviética en las carreras de velocidad de los Juegos Olímpicos de Roma. En cuanto a su abuelo, Viktor Bolsov, fue un gran especialista soviético en salto de altura.
A los siete años empezó a jugar al tenis animada por su padre. Los exigentes entrenamientos le provocaron una bulimia. Con 15 años representó a Moldavia, pero en 2013 adquirió la nacionalidad española. A los 17 años se planteó abandonar el tenis a causa de una lesión en el pie. Recibió una beca en Estados Unidos y estudió diseño artístico e Historia durante dos años en la Universidad del Estado de Oklahoma, estudios que continuó luego en Barcelona. De vuelta a España decidió continuar su carrera como deportista. Lleva en su brazo izquierdo el tatuaje de una leona y viste pantalón corto en vez de la habitual falda. De temperamento franco y explosivo, las técnicas de respiración y visualización le ayudaron a controlarlo.[cita requerida] Las pistas que prefiere son la dura y la de arcilla.[cita requerida] Sus entrenadoras son Lourdes Domínguez y Ana Alcázar, exjugadoras españolas.

## Carrera profesional

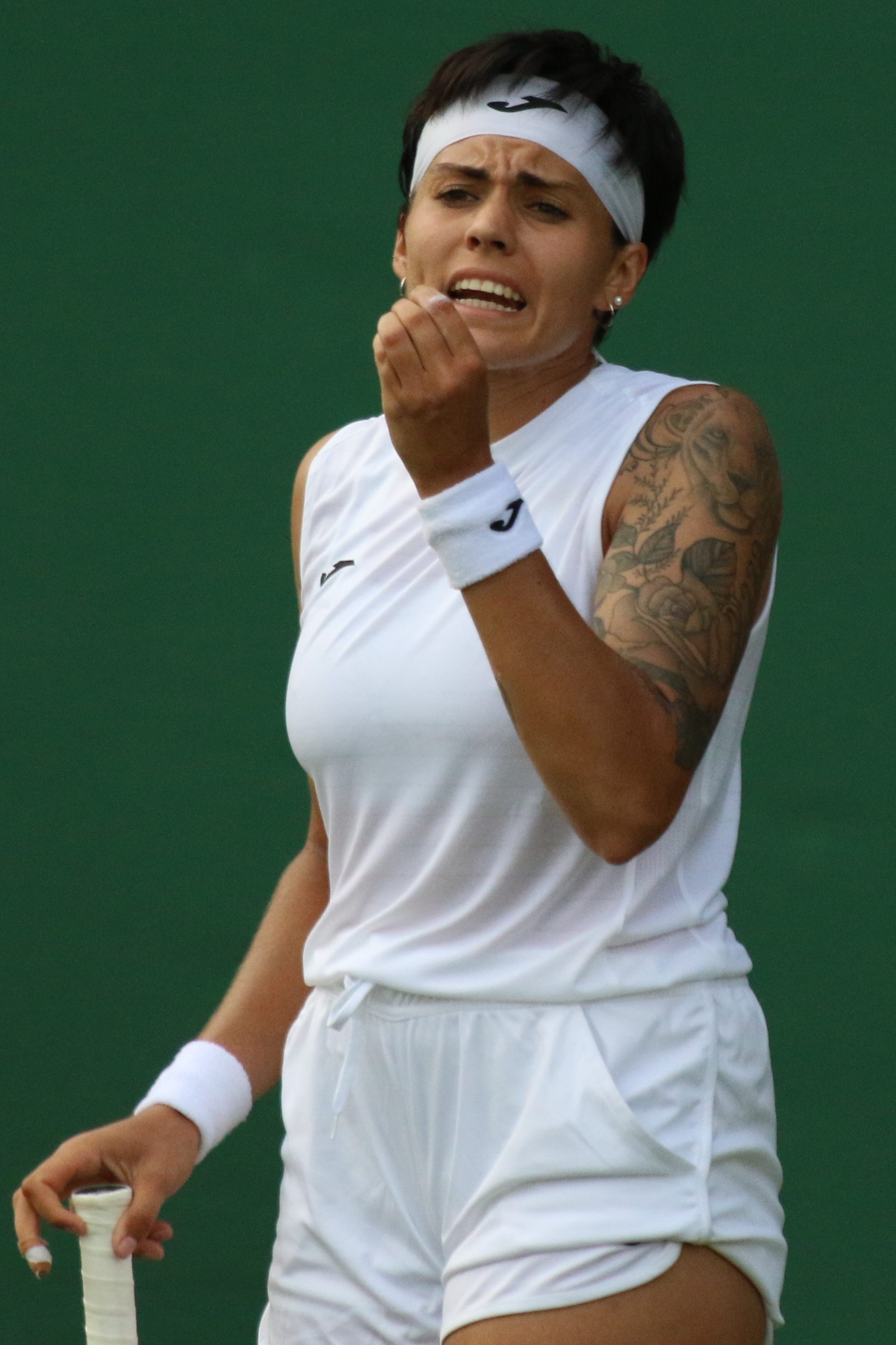
Torneo de clasificación de Wimbledon en 2019.

Aliona ha ganado 7 títulos individuales y 13 de dobles en el circuito ITF además de otros 3 títulos W125 en dobles. 
En julio de 2019 alcanzó su mejor ranking individual al ocupar la posición 88 del mundo. 
En noviembre de 2022 alcanzó el mejor puesto en el ranking de dobles, el número 55 del mundo.
En el circuito júnior, Aliona llegó a ser la número 4 del mundo y alcanzó los cuartos de final del Abierto de Australia 2015.
El verano de 2015 decidió emprender una nueva etapa en la Universidad Estatal de Oklahoma, donde compaginó sus estudios jugando también en el circuito universitario en la NCAA. 

### El retorno al circuito
A finales de 2017 volvió a jugar varios torneos en el circuito ITF y volvió a cosechar buenos resultados, lo que la llevó a volver al circuito profesional.
Durante 2018 siguió sumando victorias que la llevaron al top200 por primera vez en su carrera profesional. A finales de agosto, Aliona jugaría por primera vez en un Grand Slam. Sería en el US Open donde llegaría hasta la tercera ronda de la fase previa.
Ya en 2019 jugaría por primera vez en el Abierto de Australia (fase previa), y su buen estado de forma le valdría para que Anabel Medina la convocara para integrar el equipo español de la Copa Federación en la eliminatoria ante Japón, disputada del 9 al 12 de febrero. La semana siguiente, tras tenerse que retirar en semifinales en el W60 de Shrewsbury, alcanzaría por primera vez el top150 (146).
En abril, Aliona ganó su primer partido de un cuadro final a nivel WTA. Lo hizo en  el torneo de Charleston ante la estadounidense Francesca Di Lorenzo, para caer después en segunda ronda ante la también jugadora local Danielle Collins. Tras un buen inicio de año llegaría a Roland Garros con su mejor ranking de siempre y certificó su pase a un cuadro principal de Gran Slam tras superar la previa. En primera ronda Aliona siguió demostrando un gran nivel al derrotar a la ex top10 Vera Zvonareva, consiguiendo así su primera victoria en el cuadro final de un Grand Slam. En segunda ronda superó a la rumana Sorana Cirstea y en tercera ronda a la rusa Yekaterina Aleksándrova. Finalmente se despidió de su primer cuadro final de un Gran Slam en cuarta ronda ante la americana de ascendencia rusa, Amanda Anisimova.
A finales de agosto, en el último grand Slam del año, Aliona lograría el pase a segunda ronda tras derrotar a la semifinalista de Wimbledon del mismo año, la checa, n.º 32 del mundo, Barbora Strýcová.

## Títulos WTA (0; 0+0)

### Dobles (0)
| Leyenda                    |
| -------------------------- |
| Grand Slam (0)             |
| Juegos Olímpicos (0)       |
| WTA Tour Championships (0) |
| WTA 1000 (0)               |
| WTA 500 (0)                |
| WTA 250 (0)                |

#### Finalista (1)
| N.º | Fecha               | Torneos  | Superficie    | Pareja           | Oponentes en la final            | Resultado |
| --- | ------------------- | -------- | ------------- | ---------------- | -------------------------------- | --------- |
| 1.  | 17 de julio de 2021 | Budapest | Tierra batida | Tamara Korpatsch | Mihaela Buzărnescu Fanny Stollár | 4-6, 4-6  |

## Títulos WTA 125s

### Dobles (5-1)
| Resultado | Fecha                    | Torneos         | Superficie    | Pareja             | Oponentes                            | Resultado        |
| --------- | ------------------------ | --------------- | ------------- | ------------------ | ------------------------------------ | ---------------- |
| Campeona  | 12 de junio de 2021      | Bol             | Tierra batida | Katarzyna Kawa     | Ekaterine Gorgodze Tereza Mihalíková | 6-1, 4-6, [10-6] |
| Campeona  | 12 de junio de 2022      | Valencia        | Tierra batida | Rebeka Masarova    | Arantxa Rus Aleksandra Panova        | 6-0, 6-3         |
| Campeona  | 18 de septiembre de 2022 | Bucharest       | Tierra batida | Andrea Gamiz       | Réka Luca Jani Panna Udvardy         | 7-5, 6-3         |
| Campeona  | 2 de abril de 2023       | San Luis Potosí | Tierra batida | Andrea Gamiz       | Katarzyna Piter Oksana Kalashnikova  | 7-6(5), 6-4      |
| Campeona  | 18 de junio de 2023      | Valencia        | Tierra batida | Andrea Gamiz       | Irina Jromachova Angelina Gabueva    | 6-4, 4-6, [10-7] |
| Finalista | 2 de noviembre de 2024   | Santa Cruz      | Tierra batida | Valeriya Strakhova | Nuria Brancaccio Leyre Romero        | 4-6, 4-6         |

## Títulos ITF

### Individual (7)
| Torneos de $100,000 |
| Torneos de $80,000  |
| Torneos de $60,000  |
| Torneos de $25,000  |
| Torneos de $15,000  |
| Torneos de $10,000  |

| N.º | Fecha                    | Premio  | Torneo                           | Superficie        | Oponentes             | Resultado     |
| --- | ------------------------ | ------- | -------------------------------- | ----------------- | --------------------- | ------------- |
| 1.  | 15 de septiembre de 2013 | $10,000 | Lérida, España                   | Tierra batida     | Mayar Sherif          | 0−6, 6−3, 6−2 |
| 2.  | 27 de julio de 2014      | $10,000 | Les Contamines-Montjoie, Francia | Dura              | Tayisiya Morderger    | 3−6, 6−3, 6−0 |
| 3.  | 13 de junio de 2015      | $10,000 | Madrid, España                   | Tierra batida (i) | Lucía Cervera Vázquez | 7−5, 3−6, 6−4 |
| 4.  | 11 de julio de 2015      | $10,000 | Guecho, España                   | Tierra batida     | Corinna Dentoni       | 6−0, 6−2      |
| 5.  | 15 de julio de 2018      | $25,000 | Guecho, España                   | Tierra batida     | Olga Sáez Larra       | 6−0, 6−1      |
| 6.  | 22 de julio de 2018      | $25,000 | Darmstadt, Alemania              | Tierra batida     | Katharina Gerlach     | 6−2, 6−1      |
| 7.  | 25 de septiembre de 2022 | $60,000 | Vrnjacka Banja, Serbia           | Tierra batida     | Nina Potocnik         | 7-5, 6−1      |

### Dobles (13)
| Torneos de $100,000 |
| Torneos de $80,000  |
| Torneos de $60,000  |
| Torneos de $25,000  |
| Torneos de $15,000  |
| Torneos de $10,000  |

| N.º | Fecha                    | Premio   | Torneos                           | Superficie    | Pareja              | Oponentes                                     | Resultado        |
| --- | ------------------------ | -------- | --------------------------------- | ------------- | ------------------- | --------------------------------------------- | ---------------- |
| 1.  | 14 de julio de 2014      | $10,000  | Knokke, Bélgica                   | Tierra batida | Cecilia Costa       | Justine De Sutter Sofie Oyen                  | 4−6, 6−3, [10−4] |
| 2.  | 27 de julio de 2014      | $10,000  | Les Contamines-Montjoie, Francia  | Dura          | Carla Touly         | Sara Castellano Chiara Quattrone              | 6−1, 6−1         |
| 3.  | 28 de septiembre de 2014 | $10,000  | Madrid, España                    | Dura          | Olga Sáez Larra     | Marta Huqi González Estela Pérez Somarriba    | 6−1, 6−4         |
| 4.  | 27 de octubre de 2014    | $10,000  | Benicarló, España                 | Tierra batida | Andrea Gámiz        | Alexandra Nancarrow Inés Ferrer Suárez        | 6−2, 6−3         |
| 5.  | 10 de noviembre de 2014  | $10,000  | Castellón, España                 | Tierra batida | Andrea Gámiz        | Federica Arcidiacono Martina Spigarelli       | 6−1, 6−2         |
| 6.  | 9 de mayo de 2015        | $10,000  | Pula, Italia                      | Tierra batida | Priscilla Hon       | Cristina Bucșa Eva Guerrero Álvarez           | 6−0, 6−3         |
| 7.  | 31 de agosto de 2015     | $15,000  | Barcelona, España                 | Tierra batida | Gaia Sanesi         | Estrella Cabeza Candela Oleksandra Korashvili | 6−3, 6−4         |
| 8.  | 14 de octubre de 2018    | $25,000  | Ribarroja del Turia, España       | Tierra batida | Despina Papamichail | Marina Bassols Ángela Fita                    | 6−2, 6−2         |
| 9.  | Septiembre de 2021       | $80,000  | Valencia, España                  | Tierra batida | Andrea Gámiz        | Ekaterine Gorgodze Laura Pigossi              | 6−3, 6−4         |
| 10. | 10 de julio de 2022      | $60,000  | Amstelveen, Holanda               | Tierra batida | Guiomar Maristany   | Michaela Bayerlova Aneta Laboutkova           | 6−2, 6−2         |
| 11. | 2 de octubre de 2022     | $60,000  | San Sebastián, España             | Tierra batida | Katarina Zavatska   | Angea Fita Guiomar Maristany                  | 1-2, ret.        |
| 12. | 29 de octubre de 2022    | $100,000 | Les Franqueses del Vallès, España | Dura          | Rebeka Masarova     | Misaki Doi Beatrice Gumulya                   | 7-5, 1-6, 10-3   |
| 13. | 20 de noviembre de 2022  | $80,000  | Madrid, España                    | Arcilla       | Rebeka Masarova     | Lea Boskovic Daniela Vismane                  | 6-3 6-3          |